# Иван Велчев
Вижте пояснителната страница за други личности с името Иван Велчев.
Иван Митов Велчев (Илчо) е участник в комунистическото движение преди и след Втората световна война. Партизанин от Партизански отряд „Гаврил Генов“. Военен деец, полковник.

## Биография
Иван Велчев е роден през 1923 година в село Градешница, Врачанско. Като студент по стопански науки е активен деец на БОНСС. През 1940 г. става член на БРП (к), а от 1942 г. на РК на БРП (к).
Участва в комунистическото съпротивително движение през Втората световна война. Прекъсва образованието си и преминава в нелегалност. Партизанин и командир на чета в Партизански отряд „Гаврил Генов“.
След 9 септември 1944 г. е офицер в БНА. Завършва военна академия в СССР. Кандидат на военните науки. Служи в Главния щаб на Варшавския договор (Полша), щабен офицер в Министерството на отбраната на НРБ, началник на кабинета на Министъра на отбраната, армейски генерал Добри Джуров (1965). Включва се в заговора на Иван Тодоров-Горуня срещу Тодор Живков, за което е осъден на 15 години затвор.
Народен представител от шести избирателен район гр. Враца (1995). Главен секретар на Българския антифашистки съюз.